# Action Man (1995)
Action Man is een Britse animatieserie uit 1995, gebaseerd op de Action Man-actiefiguren van Hasbro. De serie is vooral gebaseerd op de oudere Action Man-figuren uit begin jaren 90, die nog een militair thema gebruikten. De serie is geproduceerd door DiC Entertainment. De serie telt twee seizoenen met in totaal 27 afleveringen.
De serie is in nagesynchroniseerde vorm uitgezonden op Fox Kids. Van de Nederlandstalige versie zijn minstens twee dvd's uitgebracht. Dit betreft drie afleveringen per dvd.

## Plot
De serie draait om een jonge man die bij iedereen enkel bekendstaat als Action Man. Zijn echte naam is ook voor hemzelf een mysterie daar hij lijdt aan geheugenverlies. Hij is lid van een elite militair team dat vecht tegen verschillende terroristische organisaties, waaronder de organisatie van de mysterieuze Dr. X.
Elke aflevering van de serie begint met een live-action proloog. In elke aflevering krijgt Action Man tevens flashbacks over zijn verleden. Elke aflevering wordt ook weer afgesloten met een live-action scène waarin Action Man met behulp van een speciale computer deze flashbacks analyseert in de hoop meer over zijn ware identiteit te ontdekken.
De serie vertoont elementen van onder andere G.I. Joe en James Bond.

## Cast
- Mark Griffin – Action Man
- Rolf Leenders – Dr. X
- Joely Collins – Natalie
- Dale Wilson – Knuck
- Gary Chalk – Norris
- Richard Cox – Jacques
- David Hay – Gangrene
- Iris Quinn – Vira

## Nederlandse cast
- Sander de Heer – Action Man
- Hans Hoekman – Knuck
- Just Meijer – Dr. X

## Afleveringen

### Seizoen 1
1. Explosive Situation
2. Fountain Of Youth
3. Cybersoldier
4. You Can't Go Home Again
5. Ancient History
6. The Red Plague
7. Peril At Perigee
8. Rogue Moons
9. Hands Down
10. We Come In Peace
11. R.A.I.D.
12. Skynap
13. The Outside Edge

### Seizoen 2
1. The X Factor
2. Ice Age
3. Soul Of Evil
4. Deja Vu
5. Satellite Down
6. Space Walk
7. The Most Dangerous Prey
8. Points Of Danger
9. Crack Of Doom
10. Space Wars
11. Past Performance
12. A Time For Action (1)
13. A Time For Action (2)
14. Action Man In Space